# I liga polska w koszykówce mężczyzn (2005/2006)
I liga polska w koszykówce mężczyzn 2005/2006 – 52. edycja drugiego poziomu rozgrywek koszykówki mężczyzn w Polsce, organizowana przez PZKosz. Triumfatorem rozgrywek został Sokołów Znicz Jarosław. Do Polskiej Ligi Koszykówki 2006/2007 awansowała także Kager Gdynia.

## Kluby
- AZS Politechnika Radomska
- CKS Czeladź
- Grono Zielona Góra
- Kager Gdynia
- KS AZS AWF Katowice
- Legion Legionowo
- MTS Basket Kwidzyn
- PBG Basket Poznań
- PTG Sokół Łańcut
- Siarka Jezioro Tarnobrzeg
- Sokołów Znicz Jarosław
- Sportowiec Częstochowa
- Spójnia Stargard Szczeciński
- Stal Stalowa Wola
- Victoria Górnik Wałbrzych
- Znicz Basket Pruszków

## Sezon zasadniczy

### Tabela końcowa
awans do play-off
     faza play-out
| Lp. | Drużyna                      | M  | Mecze | Mecze | Punkty | Punkty | Punkty | Punkty   | Pkt |
| Lp. | Drużyna                      | M  | W     | P     | +      | -      | +/-    | Stosunek | Pkt |
| --- | ---------------------------- | -- | ----- | ----- | ------ | ------ | ------ | -------- | --- |
| 1.  | Sokołów Znicz Jarosław       | 30 | 24    | 6     | 2568   | 2238   | +330   | 0.8000   | 54  |
| 2.  | PTG Sokół Łańcut             | 30 | 19    | 11    | 2341   | 2233   | +108   | 0.6333   | 49  |
| 3.  | Stal Stalowa Wola            | 30 | 19    | 11    | 2444   | 2377   | +67    | 0.6333   | 49  |
| 4.  | MTS Basket Kwidzyn           | 30 | 18    | 12    | 2253   | 2143   | +110   | 0.6000   | 48  |
| 5.  | CKS Czeladź                  | 30 | 18    | 12    | 2545   | 2445   | +100   | 0.6000   | 48  |
| 6.  | Grono Zielona Góra           | 30 | 17    | 13    | 2112   | 2107   | +5     | 0.5667   | 47  |
| 7.  | Kager Gdynia                 | 30 | 17    | 13    | 2392   | 2299   | +93    | 0.5667   | 47  |
| 8.  | Spójnia Stargard Szczeciński | 30 | 17    | 13    | 2371   | 2325   | +46    | 0.5667   | 47  |
| 9.  | Legion Legionowo             | 30 | 15    | 15    | 2281   | 2325   | -44    | 0.5000   | 45  |
| 10. | Victoria Górnik Wałbrzych    | 30 | 14    | 16    | 2312   | 2385   | -73    | 0.4667   | 44  |
| 11. | Sportowiec Częstochowa       | 30 | 13    | 17    | 2451   | 2461   | -10    | 0.4333   | 43  |
| 12. | Znicz Basket Pruszków        | 30 | 13    | 17    | 2339   | 2388   | -49    | 0.4333   | 43  |
| 13. | PBG Basket Poznań            | 30 | 11    | 19    | 2439   | 2518   | -79    | 0.3667   | 41  |
| 14. | Siarka Jezioro Tarnobrzeg    | 30 | 11    | 19    | 2204   | 2283   | -79    | 0.3667   | 41  |
| 15. | AZS Politechnika Radomska    | 30 | 7     | 23    | 2135   | 2357   | -222   | 0.2333   | 37  |
| 16. | KS AZS AWF Katowice          | 30 | 7     | 23    | 2371   | 2674   | -303   | 0.2333   | 37  |

### Wyniki
| Gospodarz/Gość               | RAD   | CZE     | ZLG    | GDY   | KAT    | LEG    | KWI   | POZ     | ŁAŃ   | TAR    | JAR    | CZĘ    | STG    | STW    | WAŁ    | PRU    |
| ---------------------------- | ----- | ------- | ------ | ----- | ------ | ------ | ----- | ------- | ----- | ------ | ------ | ------ | ------ | ------ | ------ | ------ |
| AZS Politechnika Radomska    | —     | 71–77   | 58–77  | 70–76 | 79–67  | 87–75  | 64–70 | 77–69   | 84–78 | 71–57  | 65–90  | 62–80  | 64–71  | 70–66  | 77–57  | 63–73  |
| CKS Czeladź                  | 93–78 | —       | 83–66  | 87–74 | 93–82  | 101–87 | 85–70 | 96–71   | 87–80 | 107–92 | 98–101 | 92–86  | 94–69  | 83–98  | 104–99 | 93–83  |
| Grono Zielona Góra           | 89–71 | 80–70   | —      | 73–54 | 71–66  | 86–69  | 57–62 | 76–68   | 68–77 | 55–44  | 58–63  | 60–89  | 79–75  | 63–60  | 61–57  | 84–71  |
| Kager Gdynia                 | 91–62 | 81–61   | 72–79  | —     | 102–81 | 89–94  | 78–76 | 79–81   | 86–81 | 85–94  | 74–101 | 95–88  | 75–79  | 94–69  | 75–56  | 87–73  |
| KS AZS AWF Katowice          | 89–85 | 81–99   | 69–79  | 71–91 | —      | 70–78  | 92–93 | 116–107 | 90–86 | 60–85  | 87–84  | 86–100 | 77–108 | 80–89  | 67–83  | 89–78  |
| Legion Legionowo             | 69–65 | 64–58   | 55–62  | 62–61 | 82–88  | —      | 79–73 | 96–77   | 74–85 | 75–64  | 81–80  | 79–76  | 68–80  | 78–76  | 82–85  | 81–83  |
| MTS Basket Kwidzyn           | 71–68 | 74–72   | 74–61  | 81–86 | 92–73  | 81–73  | —     | 75–65   | 73–56 | 85–74  | 80–60  | 56–53  | 77–67  | 67–72  | 74–58  | 100–68 |
| PBG Basket Poznań            | 81–75 | 75–80   | 69–65  | 84–90 | 99–80  | 98–82  | 89–86 | —       | 87–93 | 87–79  | 89–94  | 75–82  | 79–88  | 86–97  | 106–86 | 89–85  |
| PTG Sokół Łańcut             | 84–53 | 87–84   | 67–60  | 66–65 | 84–82  | 64–75  | 78–51 | 90–83   | —     | 82–57  | 83–77  | 71–57  | 73–65  | 73–78  | 84–65  | 89–72  |
| Siarka Jezioro Tarnobrzeg    | 79–52 | 76–63   | 76–71  | 60–62 | 92–71  | 75–69  | 69–60 | 83–90   | 75–77 | —      | 68–112 | 81–53  | 89–76  | 74–83  | 67–82  | 94–85  |
| Sokołów Znicz Jarosław       | 93–77 | 91–75   | 70–62  | 80–71 | 85–54  | 61–78  | 84–65 | 90–76   | 80–68 | 85–71  | —      | 96–79  | 87–80  | 107–77 | 96–82  | 74–69  |
| Sportowiec Częstochowa       | 89–81 | 92–99   | 70–74  | 86–89 | 99–79  | 77–88  | 76–96 | 80–91   | 93–86 | 80–63  | 87–108 | —      | 99–76  | 77–79  | 75–72  | 101–89 |
| Spójnia Stargard Szczeciński | 73–68 | 106–100 | 75–81  | 58–68 | 83–75  | 81–63  | 77–76 | 62–59   | 71–73 | 76–58  | 70–69  | 88–96  | —      | 88–93  | 92–72  | 86–69  |
| Stal Stalowa Wola            | 91–87 | 88–66   | 105–68 | 92–85 | 82–76  | 94–87  | 63–59 | 92–75   | 74–81 | 74–61  | 68–80  | 74–83  | 94–96  | —      | 83–79  | 59–89  |
| Victoria Górnik Wałbrzych    | 99–81 | 74–87   | 86–71  | 68–82 | 101–84 | 78–58  | 77–76 | 76–68   | 76–75 | 73–72  | 74–79  | 99–90  | 79–72  | 77–88  | —      | 86–78  |
| Znicz Basket Pruszków        | 83–70 | 69–58   | 82–76  | 86–75 | 85–89  | 70–80  | 69–80 | 68–66   | 91–70 | 82–75  | 72–91  | 77–58  | 71–83  | 88–86  | 81–56  | —      |

### Mecz po meczu – zwycięstwa, porażki
| Drużyna \ Mecz               | 1                         | 2 | 3 | 4 | 5 | 6 | 7 | 8 | 9 | 10 | 11 | 12 | 13 | 14 | 15 | 16 | 17 | 18 | 19 | 20 | 21 | 22 | 23 | 24 | 25 | 26 | 27 | 28 | 29 | 30 | Poz. |     |
| ---------------------------- | ------------------------- | - | - | - | - | - | - | - | - | -- | -- | -- | -- | -- | -- | -- | -- | -- | -- | -- | -- | -- | -- | -- | -- | -- | -- | -- | -- | -- | ---- | --- |
| Drużyna \ Mecz               | AZS Politechnika Radomska | P | Z | P | Z | P | P | P | P | P  | P  | P  | P  | Z  | P  | P  | Z  | P  | Z  | P  | P  | Z  | P  | P  | P  | P  | P  | P  | P  | Z  | P    | 15. |
| CKS Czeladź                  | P                         | P | Z | Z | Z | Z | P | P | Z | Z  | P  | Z  | P  | Z  | P  | P  | Z  | Z  | P  | Z  | P  | Z  | P  | Z  | P  | Z  | Z  | Z  | Z  | Z  | 5.   |     |
| Grono Zielona Góra           | P                         | P | P | Z | P | Z | Z | P | P | Z  | P  | P  | Z  | Z  | Z  | P  | Z  | Z  | P  | Z  | Z  | Z  | Z  | Z  | Z  | P  | Z  | P  | Z  | Z  | 6.   |     |
| Kager Gdynia                 | P                         | Z | Z | P | P | Z | Z | P | Z | P  | Z  | Z  | P  | P  | Z  | P  | Z  | Z  | Z  | Z  | Z  | P  | Z  | Z  | P  | Z  | P  | P  | Z  | P  | 7.   |     |
| KS AZS AWF Katowice          | P                         | P | Z | Z | P | Z | Z | P | Z | P  | P  | P  | P  | Z  | P  | P  | P  | P  | Z  | P  | P  | P  | P  | Z  | P  | P  | P  | P  | P  | P  | 16.  |     |
| Legion Legionowo             | Z                         | Z | P | P | Z | P | P | P | P | P  | P  | P  | P  | P  | Z  | Z  | Z  | Z  | Z  | P  | Z  | Z  | Z  | Z  | P  | Z  | P  | Z  | P  | Z  | 9.   |     |
| MTS Basket Kwidzyn           | Z                         | Z | P | P | Z | P | Z | Z | Z | Z  | P  | Z  | P  | Z  | Z  | Z  | Z  | P  | Z  | Z  | Z  | P  | Z  | P  | P  | P  | P  | Z  | P  | Z  | 4.   |     |
| PBG Basket Poznań            | P                         | Z | P | P | P | Z | P | Z | P | P  | P  | P  | P  | P  | P  | Z  | Z  | P  | P  | Z  | P  | Z  | P  | Z  | Z  | P  | Z  | P  | P  | Z  | 13.  |     |
| PTG Sokół Łańcut             | Z                         | Z | Z | Z | Z | P | Z | Z | Z | P  | Z  | P  | P  | Z  | Z  | P  | Z  | P  | P  | P  | Z  | P  | P  | P  | Z  | Z  | Z  | Z  | Z  | Z  | 2.   |     |
| Siarka Jezioro Tarnobrzeg    | P                         | P | Z | P | Z | P | P | P | Z | P  | Z  | Z  | Z  | P  | P  | P  | P  | P  | Z  | P  | Z  | Z  | P  | P  | Z  | P  | Z  | P  | P  | P  | 14.  |     |
| Sokołów Znicz Jarosław       | Z                         | P | P | Z | P | Z | Z | Z | Z | Z  | Z  | Z  | Z  | Z  | Z  | Z  | P  | Z  | P  | Z  | Z  | Z  | Z  | Z  | Z  | Z  | Z  | Z  | Z  | Z  | 1.   |     |
| Sportowiec Częstochowa       | Z                         | P | P | Z | P | P | Z | P | Z | P  | Z  | P  | P  | P  | Z  | P  | P  | P  | Z  | P  | P  | P  | Z  | Z  | Z  | P  | Z  | P  | Z  | P  | 11.  |     |
| Spójnia Stargard Szczeciński | Z                         | Z | P | Z | Z | P | P | Z | P | Z  | Z  | Z  | Z  | P  | P  | P  | P  | Z  | Z  | Z  | P  | P  | P  | Z  | Z  | P  | Z  | Z  | Z  | P  | 8.   |     |
| Stal Stalowa Wola            | P                         | P | Z | Z | Z | P | P | Z | Z | Z  | Z  | Z  | Z  | Z  | Z  | Z  | Z  | P  | P  | P  | P  | P  | Z  | P  | Z  | Z  | P  | Z  | Z  | Z  | 3.   |     |
| Victoria Górnik Wałbrzych    | Z                         | P | Z | P | Z | P | P | P | P | Z  | Z  | P  | Z  | P  | Z  | Z  | Z  | P  | Z  | P  | P  | P  | Z  | P  | Z  | Z  | Z  | P  | P  | P  | 10.  |     |
| Znicz Basket Pruszków        | Z                         | Z | Z | P | P | Z | Z | Z | P | P  | Z  | Z  | P  | Z  | P  | P  | P  | P  | P  | P  | P  | Z  | P  | Z  | P  | Z  | P  | Z  | P  | P  | 12.  |     |

### Statystyki po sezonie zasadniczym

#### Liderzy statystyk indywidualnych według średniej
| Kategoria                  | Zawodnik         | Klub                                             | Wynik  |
| -------------------------- | ---------------- | ------------------------------------------------ | ------ |
| Punkty                     | Marcin Flieger   | PBG Basket Poznań                                | 24,47  |
| Zbiórki                    | Piotr Plutka     | AZS Politechnika Radomska                        | 9,41   |
| Asysty                     | Marcin Ecka      | Sportowiec Częstochowa, KS AZS AWF Katowice      | 5,80   |
| Przechwyty                 | Marcin Flieger   | PBG Basket Poznań                                | 3,53   |
| Bloki                      | Tomasz Milewski  | Sportowiec Częstochowa                           | 2,45   |
| Straty                     | Marcin Stokłosa  | Victoria Górnik Wałbrzych                        | 4,19   |
| Faule                      | Robert Grzyb     | Stal Stalowa Wola                                | 4,04   |
| Czas gry                   | Grzegorz Mordzak | CKS Czeladź                                      | 37:27  |
| Skuteczność z gry          | Paweł Leończyk   | Spójnia Stargard Szczeciński                     | 69,50% |
| Skuteczność rzutów wolnych | Adam Gołąb       | AZS Politechnika Radomska                        | 88,20% |
| Skuteczność za 3           | Łukasz Biela     | Spójnia Stargard Szczeciński, MTS Basket Kwidzyn | 46,30% |
| Eval                       | Tomasz Milewski  | Sportowiec Częstochowa                           | 22,70  |

#### Liderzy statystyk drużynowych według średniej
| Kategoria                    | Klub                         | Wynik  |
| ---------------------------- | ---------------------------- | ------ |
| Punkty                       | Sokołów Znicz Jarosław       | 85,60  |
| Zbiórki                      | Sportowiec Częstochowa       | 33,43  |
| Asysty                       | Sportowiec Częstochowa       | 17,70  |
| Przechwyty                   | PTG Sokół Łańcu              | 12,63  |
| Straty                       | Znicz Basket Pruszków        | 18,80  |
| Skuteczność z gry            | Sokołów Znicz Jarosław       | 50,90% |
| Skuteczność z rzutów wolnych | CKS Czeladź                  | 78,00% |
| Skuteczność za 3             | Spójnia Stargard Szczeciński | 37,90% |

## Faza play-out
| 18 marca 2006 16:00 | Raport | Sportowiec Częstochowa 88 – 73 PBG Basket Poznań | Sportowiec Częstochowa 88 – 73 PBG Basket Poznań | Sportowiec Częstochowa 88 – 73 PBG Basket Poznań |  | Częstochowa Sędziowie: Dariusz Zapolski, Janusz Kiełbiński, Paweł Białas |
| 18 marca 2006 16:00 | Raport | Rezultaty w kwartach: 20–21, 28–24, 19–12, 21–16 |                                                  |                                                  |  | Częstochowa Sędziowie: Dariusz Zapolski, Janusz Kiełbiński, Paweł Białas |
| 18 marca 2006 16:00 | Raport | Pkt: Nogalski 24 Zb: Milewski 11 As: Trepka 6    |                                                  | Pkt: Nowicki 15 Zb: Nowicki 10 As: Surówka 7     |  | Częstochowa Sędziowie: Dariusz Zapolski, Janusz Kiełbiński, Paweł Białas |

| 22 marca 2006 16:00 | Raport | PBG Basket Poznań 105 – 78 Sportowiec Częstochowa | PBG Basket Poznań 105 – 78 Sportowiec Częstochowa | PBG Basket Poznań 105 – 78 Sportowiec Częstochowa |  | Poznań Sędziowie: Piotr Pastusiak, Marek Januszonek, Wojciech Liszka |
| 22 marca 2006 16:00 | Raport | Rezultaty w kwartach: 23–21, 24–16, 36–21, 22–20  |                                                   |                                                   |  | Poznań Sędziowie: Piotr Pastusiak, Marek Januszonek, Wojciech Liszka |
| 22 marca 2006 16:00 | Raport | Pkt: Surówka 21 Zb: Semmler 9 As: Surówka 8       |                                                   | Pkt: Kukuczka 26 Zb: Sośniak 7 As: Ecka 2         |  | Poznań Sędziowie: Piotr Pastusiak, Marek Januszonek, Wojciech Liszka |

| 27 marca 2006 17:00 | Raport | Sportowiec Częstochowa 91 – 77 PBG Basket Poznań                 | Sportowiec Częstochowa 91 – 77 PBG Basket Poznań | Sportowiec Częstochowa 91 – 77 PBG Basket Poznań         |  | Częstochowa Sędziowie: Damian Ottenburger, Andrzej Bartocha, Jacek Rzeszotarski |
| 27 marca 2006 17:00 | Raport | Rezultaty w kwartach: 19–18, 27–23, 15–15, 30–21                 |                                                  |                                                          |  | Częstochowa Sędziowie: Damian Ottenburger, Andrzej Bartocha, Jacek Rzeszotarski |
| 27 marca 2006 17:00 | Raport | Pkt: Saran 19 Zb: Milewski 7 As: Ecka 5                          |                                                  | Pkt: Surówka 26 Zb: trzech zawodników po 6 As: Surówka 6 |  | Częstochowa Sędziowie: Damian Ottenburger, Andrzej Bartocha, Jacek Rzeszotarski |
| 27 marca 2006 17:00 | Raport | Sportowiec Częstochowa wygrywa serię 2–1 i utrzymuje się w lidze |                                                  |                                                          |  | Częstochowa Sędziowie: Damian Ottenburger, Andrzej Bartocha, Jacek Rzeszotarski |

| 18 marca 2006 17:00 | Raport | Victoria Górnik Wałbrzych 85 – 67 AZS Politechnika Radomska | Victoria Górnik Wałbrzych 85 – 67 AZS Politechnika Radomska | Victoria Górnik Wałbrzych 85 – 67 AZS Politechnika Radomska |  | Wałbrzych Sędziowie: Andrzej Walczak, Krzysztof Puchałka, Dariusz Nejman |
| 18 marca 2006 17:00 | Raport | Rezultaty w kwartach: 27–24, 18–18, 19–19, 21–6             |                                                             |                                                             |  | Wałbrzych Sędziowie: Andrzej Walczak, Krzysztof Puchałka, Dariusz Nejman |
| 18 marca 2006 17:00 | Raport | Pkt: Glapiński 20 Zb: Nowicki 10 As: trzech zawodników po 3 |                                                             | Pkt: Gołąb 17 Zb: Bajer 8 As: Bajer 3                       |  | Wałbrzych Sędziowie: Andrzej Walczak, Krzysztof Puchałka, Dariusz Nejman |

| 22 marca 2006 16:00 | Raport | AZS Politechnika Radomska 75 – 65 Victoria Górnik Wałbrzych | AZS Politechnika Radomska 75 – 65 Victoria Górnik Wałbrzych | AZS Politechnika Radomska 75 – 65 Victoria Górnik Wałbrzych |  | Radom Sędziowie: Marek Maliszewski, Robert Zieliński, Jacek Litawa |
| 22 marca 2006 16:00 | Raport | Rezultaty w kwartach: 15–12, 30–19, 17–13, 13–21            |                                                             |                                                             |  | Radom Sędziowie: Marek Maliszewski, Robert Zieliński, Jacek Litawa |
| 22 marca 2006 16:00 | Raport | Pkt: Gołąb 23 Zb: Plutka 14 As: Kruk 5                      |                                                             | Pkt: Sterenga 16 Zb: Doliński 7 As: trzech zawodników po 2  |  | Radom Sędziowie: Marek Maliszewski, Robert Zieliński, Jacek Litawa |

| 25 marca 2006 17:00 | Raport | Victoria Górnik Wałbrzych 56 – 54 AZS Politechnika Radomska         | Victoria Górnik Wałbrzych 56 – 54 AZS Politechnika Radomska | Victoria Górnik Wałbrzych 56 – 54 AZS Politechnika Radomska |  | Wałbrzych Sędziowie: Sławomir Komiński, Michał Jakubczyk, Cezary Nowicki |
| 25 marca 2006 17:00 | Raport | Rezultaty w kwartach: 14–9, 10–19, 18–11, 14–15                     |                                                             |                                                             |  | Wałbrzych Sędziowie: Sławomir Komiński, Michał Jakubczyk, Cezary Nowicki |
| 25 marca 2006 17:00 | Raport | Pkt: Kałowski 21 Zb: Doliński 12 As: trzech zawodników po 3         |                                                             | Pkt: Gołąb 21 Zb: Plutka 13 As: Mielczarek 3                |  | Wałbrzych Sędziowie: Sławomir Komiński, Michał Jakubczyk, Cezary Nowicki |
| 25 marca 2006 17:00 | Raport | Victoria Górnik Wałbrzych wygrywa serię 2–1 i utrzymuje się w lidze |                                                             |                                                             |  | Wałbrzych Sędziowie: Sławomir Komiński, Michał Jakubczyk, Cezary Nowicki |

| 18 marca 2006 17:00 | Raport | Legion Legionowo 87 – 77 KS AZS AWF Katowice     | Legion Legionowo 87 – 77 KS AZS AWF Katowice | Legion Legionowo 87 – 77 KS AZS AWF Katowice              |  | Legionowo Sędziowie: Adrian Lis, Damian Ottenburger, Piotr Kustosz |
| 18 marca 2006 17:00 | Raport | Rezultaty w kwartach: 23–17, 20–27, 21–18, 23–15 |                                              |                                                           |  | Legionowo Sędziowie: Adrian Lis, Damian Ottenburger, Piotr Kustosz |
| 18 marca 2006 17:00 | Raport | Pkt: Szczepaniak 30 Zb: Exner 12 As: Exner 5     |                                              | Pkt: Środa 21 Zb: Donigiewicz 5 As: Kulig, Urbańczyk po 5 |  | Legionowo Sędziowie: Adrian Lis, Damian Ottenburger, Piotr Kustosz |

| 22 marca 2006 19:00 | Raport | KS AZS AWF Katowice 90 – 77 Legion Legionowo         | KS AZS AWF Katowice 90 – 77 Legion Legionowo | KS AZS AWF Katowice 90 – 77 Legion Legionowo          |  | Katowice Sędziowie: Tomasz Trojanowski, Marek Żmuda, Miłosz Tracz |
| 22 marca 2006 19:00 | Raport | Rezultaty w kwartach: 18–26, 17–16, 35–19, 20–16     |                                              |                                                       |  | Katowice Sędziowie: Tomasz Trojanowski, Marek Żmuda, Miłosz Tracz |
| 22 marca 2006 19:00 | Raport | Pkt: Lepczyński 27 Zb: Wojnowski 8 As: Donigiewicz 7 |                                              | Pkt: Szybilski 24 Zb: Szybilski 11 As: Zajączkowski 5 |  | Katowice Sędziowie: Tomasz Trojanowski, Marek Żmuda, Miłosz Tracz |

| 25 marca 2006 19:00 | Raport | Legion Legionowo 71 – 65 KS AZS AWF Katowice               | Legion Legionowo 71 – 65 KS AZS AWF Katowice | Legion Legionowo 71 – 65 KS AZS AWF Katowice                      |  | Legionowo Sędziowie: Jakub Kotulski, Andrzej Karwowski, Tomasz Tomaszewski |
| 25 marca 2006 19:00 | Raport | Rezultaty w kwartach: 22–16, 15–16, 18–11, 16–22           |                                              |                                                                   |  | Legionowo Sędziowie: Jakub Kotulski, Andrzej Karwowski, Tomasz Tomaszewski |
| 25 marca 2006 19:00 | Raport | Pkt: Okoła 15 Zb: Exner 11 As: Exner 6                     |                                              | Pkt: Lepczyński 30 Zb: Ł. Diduszko 12 As: Donigiewicz, Środa po 2 |  | Legionowo Sędziowie: Jakub Kotulski, Andrzej Karwowski, Tomasz Tomaszewski |
| 25 marca 2006 19:00 | Raport | Legion Legionowo wygrywa serię 2–1 i utrzymuje się w lidze |                                              |                                                                   |  | Legionowo Sędziowie: Jakub Kotulski, Andrzej Karwowski, Tomasz Tomaszewski |

| 18 marca 2006 18:00 | Raport | Znicz Basket Pruszków 76 – 57 Siarka Jezioro Tarnobrzeg | Znicz Basket Pruszków 76 – 57 Siarka Jezioro Tarnobrzeg | Znicz Basket Pruszków 76 – 57 Siarka Jezioro Tarnobrzeg        |  | Pruszków Sędziowie: Maciej Kucharski, Andrzej Karwowski, Bartłomiej Wojdak |
| 18 marca 2006 18:00 | Raport | Rezultaty w kwartach: 22–16, 16–15, 16–10, 22–16        |                                                         |                                                                |  | Pruszków Sędziowie: Maciej Kucharski, Andrzej Karwowski, Bartłomiej Wojdak |
| 18 marca 2006 18:00 | Raport | Pkt: Bochenek 15 Zb: Matuszewski 12 As: Czubek 7        |                                                         | Pkt: Sudowski 12 Zb: Gil, Marciniak po 9 As: Piotr Kardaś po 5 |  | Pruszków Sędziowie: Maciej Kucharski, Andrzej Karwowski, Bartłomiej Wojdak |

| 22 marca 2006 18:00 | Raport | Siarka Jezioro Tarnobrzeg 83 – 90 Znicz Basket Pruszków         | Siarka Jezioro Tarnobrzeg 83 – 90 Znicz Basket Pruszków | Siarka Jezioro Tarnobrzeg 83 – 90 Znicz Basket Pruszków |  | Tarnobrzeg Sędziowie: Mariusz Adameczek, Grzegorz Łata, Jan Kuniec |
| 22 marca 2006 18:00 | Raport | Rezultaty w kwartach: 31–17, 25–27, 13–16, 14–30                |                                                         |                                                         |  | Tarnobrzeg Sędziowie: Mariusz Adameczek, Grzegorz Łata, Jan Kuniec |
| 22 marca 2006 18:00 | Raport | Pkt: Bielak 16 Zb: Gil 6 As: Bielak, Wall po 4                  |                                                         | Pkt: Czubek 17 Zb: Bochenek 6 As: Czubek 5              |  | Tarnobrzeg Sędziowie: Mariusz Adameczek, Grzegorz Łata, Jan Kuniec |
| 22 marca 2006 18:00 | Raport | Znicz Basket Pruszków wygrywa serię 2–0 i utrzymuje się w lidze |                                                         |                                                         |  | Tarnobrzeg Sędziowie: Mariusz Adameczek, Grzegorz Łata, Jan Kuniec |

### o utrzymanie
| 1 kwietnia 2006 17:00 | Raport | PBG Basket Poznań 98 – 76 KS AZS AWF Katowice    | PBG Basket Poznań 98 – 76 KS AZS AWF Katowice | PBG Basket Poznań 98 – 76 KS AZS AWF Katowice    |  | Poznań Sędziowie: Marek Maliszewski, Marcin Bieńkowski, Marek Mojka |
| 1 kwietnia 2006 17:00 | Raport | Rezultaty w kwartach: 29–22, 32–20, 19–18, 18–16 |                                               |                                                  |  | Poznań Sędziowie: Marek Maliszewski, Marcin Bieńkowski, Marek Mojka |
| 1 kwietnia 2006 17:00 | Raport | Pkt: Surówka 25 Zb: Baganc 9 As: Surówka 6       |                                               | Pkt: Środa 18 Zb: Ł. Diduszko 9 As: Lepczyński 3 |  | Poznań Sędziowie: Marek Maliszewski, Marcin Bieńkowski, Marek Mojka |

| 2 kwietnia 2006 16:00 | Raport | PBG Basket Poznań 86 – 71 KS AZS AWF Katowice    | PBG Basket Poznań 86 – 71 KS AZS AWF Katowice | PBG Basket Poznań 86 – 71 KS AZS AWF Katowice         |  | Poznań Sędziowie: Robert Zieliński, Janusz Kiełbiński, Karina Kamińska |
| 2 kwietnia 2006 16:00 | Raport | Rezultaty w kwartach: 25–19, 24–17, 20–13, 17–22 |                                               |                                                       |  | Poznań Sędziowie: Robert Zieliński, Janusz Kiełbiński, Karina Kamińska |
| 2 kwietnia 2006 16:00 | Raport | Pkt: Surówka 23 Zb: Nowicki 6 As: Surówka 5      |                                               | Pkt: Donigiewicz 14 Zb: Wojnowski 8 As: Donigiewicz 3 |  | Poznań Sędziowie: Robert Zieliński, Janusz Kiełbiński, Karina Kamińska |

| 8 kwietnia 2006 17:30 | Raport | KS AZS AWF Katowice 74 – 67 PBG Basket Poznań          | KS AZS AWF Katowice 74 – 67 PBG Basket Poznań | KS AZS AWF Katowice 74 – 67 PBG Basket Poznań |  | Katowice Sędziowie: Maciej Kucharski, Grzegorz Łata, Andrzej Walczak |
| 8 kwietnia 2006 17:30 | Raport | Rezultaty w kwartach: 16–19, 11–15, 17–16, 30–17       |                                               |                                               |  | Katowice Sędziowie: Maciej Kucharski, Grzegorz Łata, Andrzej Walczak |
| 8 kwietnia 2006 17:30 | Raport | Pkt: Podgórski 22 Zb: Donigiewicz 12 As: Donigiewicz 5 |                                               | Pkt: Surówka 17 Zb: Surówka 7 As: Surówka 6   |  | Katowice Sędziowie: Maciej Kucharski, Grzegorz Łata, Andrzej Walczak |

| 9 kwietnia 2006 19:30 | Raport | KS AZS AWF Katowice 51 – 72 PBG Basket Poznań                                                           | KS AZS AWF Katowice 51 – 72 PBG Basket Poznań | KS AZS AWF Katowice 51 – 72 PBG Basket Poznań |  | Katowice Sędziowie: Marcin Animucki, Roman Putyra, Marek Januszonek |
| 9 kwietnia 2006 19:30 | Raport | Rezultaty w kwartach: 20–12, 15–13, 14–20, 2–27                                                         |                                               |                                               |  | Katowice Sędziowie: Marcin Animucki, Roman Putyra, Marek Januszonek |
| 9 kwietnia 2006 19:30 | Raport | Pkt: Podgórski 11 Zb: Wojnowski 8 As: Lepczyński 4                                                      |                                               | Pkt: Surówka 19 Zb: Dąbrowski 5 As: Surówka 7 |  | Katowice Sędziowie: Marcin Animucki, Roman Putyra, Marek Januszonek |
| 9 kwietnia 2006 19:30 | Raport | PBG Basket Poznań wygrywa serię 3–1 i utrzymuje się w lidze, natomiast KS AZS AWF Katowice spada z ligi |                                               |                                               |  | Katowice Sędziowie: Marcin Animucki, Roman Putyra, Marek Januszonek |

| 1 kwietnia 2006 18:00 | Raport | Siarka Jezioro Tarnobrzeg 72 – 77 AZS Politechnika Radomska | Siarka Jezioro Tarnobrzeg 72 – 77 AZS Politechnika Radomska | Siarka Jezioro Tarnobrzeg 72 – 77 AZS Politechnika Radomska |  | Tarnobrzeg Sędziowie: Adrian Lis, Damian Ottenburger, Piotr Kustosz |
| 1 kwietnia 2006 18:00 | Raport | Rezultaty w kwartach: 16–19, 22–23, 22–18, 12–17            |                                                             |                                                             |  | Tarnobrzeg Sędziowie: Adrian Lis, Damian Ottenburger, Piotr Kustosz |
| 1 kwietnia 2006 18:00 | Raport | Pkt: Sudowski 22 Zb: Sudowski 12 As: Kardaś 6               |                                                             | Pkt: Gołąb 27 Zb: Plutka 8 As: Bajer 5                      |  | Tarnobrzeg Sędziowie: Adrian Lis, Damian Ottenburger, Piotr Kustosz |

| 2 kwietnia 2006 18:00 | Raport | Siarka Jezioro Tarnobrzeg 101 – 90 AZS Politechnika Radomska | Siarka Jezioro Tarnobrzeg 101 – 90 AZS Politechnika Radomska | Siarka Jezioro Tarnobrzeg 101 – 90 AZS Politechnika Radomska    |  | Tarnobrzeg Sędziowie: Robert Aleksandrowicz, Paweł Białas, Sławomir Moszakowski |
| 2 kwietnia 2006 18:00 | Raport | Rezultaty w kwartach: 27–21, 15–31, 29–23, 30–15             |                                                              |                                                                 |  | Tarnobrzeg Sędziowie: Robert Aleksandrowicz, Paweł Białas, Sławomir Moszakowski |
| 2 kwietnia 2006 18:00 | Raport | Pkt: Marciniak 43 Zb: Grzegorzewski 11 As: Grzegorzewski 10  |                                                              | Pkt: Gołąb 32 Zb: Bajer, Plutka po 5 As: trzech zawodników po 3 |  | Tarnobrzeg Sędziowie: Robert Aleksandrowicz, Paweł Białas, Sławomir Moszakowski |

| 8 kwietnia 2006 18:00 | Raport | AZS Politechnika Radomska 63 – 65 Siarka Jezioro Tarnobrzeg | AZS Politechnika Radomska 63 – 65 Siarka Jezioro Tarnobrzeg | AZS Politechnika Radomska 63 – 65 Siarka Jezioro Tarnobrzeg |  | Radom Sędziowie: Adam Krasuski, Krzysztof Puchałka, Marek Żmuda |
| 8 kwietnia 2006 18:00 | Raport | Rezultaty w kwartach: 19–13, 15–15, 12–20, 17–17            |                                                             |                                                             |  | Radom Sędziowie: Adam Krasuski, Krzysztof Puchałka, Marek Żmuda |
| 8 kwietnia 2006 18:00 | Raport | Pkt: Mielczarek 18 Zb: Bajer 15 As: Bajer 4                 |                                                             | Pkt: Sudowski 18 Zb: Marciniak 10 As: Wall 4                |  | Radom Sędziowie: Adam Krasuski, Krzysztof Puchałka, Marek Żmuda |

| 9 kwietnia 2006 18:00 | Raport | AZS Politechnika Radomska 75 – 94 Siarka Jezioro Tarnobrzeg                                                           | AZS Politechnika Radomska 75 – 94 Siarka Jezioro Tarnobrzeg | AZS Politechnika Radomska 75 – 94 Siarka Jezioro Tarnobrzeg |  | Radom Sędziowie: Maciej Kucharski, Grzegorz Łata, Andrzej Walczak |
| 9 kwietnia 2006 18:00 | Raport | Rezultaty w kwartach: 20–14, 19–31, 19–28, 17–21                                                                      |                                                             |                                                             |  | Radom Sędziowie: Maciej Kucharski, Grzegorz Łata, Andrzej Walczak |
| 9 kwietnia 2006 18:00 | Raport | Pkt: Mielczarek 26 Zb: Bajer, Mielczarek po 9 As: Bajer, Kusper po 3                                                  |                                                             | Pkt: Kardaś 20 Zb: Grzegorzewski 7 As: Kardaś 4             |  | Radom Sędziowie: Maciej Kucharski, Grzegorz Łata, Andrzej Walczak |
| 9 kwietnia 2006 18:00 | Raport | Siarka Jezioro Tarnobrzeg wygrywa serię 3–1 i utrzymuje się w lidze, natomiast AZS Politechnika Radomska spada z ligi |                                                             |                                                             |  | Radom Sędziowie: Maciej Kucharski, Grzegorz Łata, Andrzej Walczak |

## Faza play-off
|  |             |                              |             |                    |   |          |                        |          |  |  |       |       |       |
|  | Ćwierćfinał | Ćwierćfinał                  | Ćwierćfinał |                    |   | Półfinał | Półfinał               | Półfinał |  |  | Finał | Finał | Finał |
|  | Ćwierćfinał | Ćwierćfinał                  | Ćwierćfinał |                    |   | Półfinał | Półfinał               | Półfinał |  |  | Finał | Finał | Finał |
|  |             |                              |             |                    |   |          |                        |          |  |  |       |       |       |
|  |             |                              |             |                    |   |          |                        |          |  |  |       |       |       |
|  | 1           | Sokołów Znicz Jarosław       | 3           |                    |   |          |                        |          |  |  |       |       |       |
|  | 1           | Sokołów Znicz Jarosław       | 3           |                    |   |          |                        |          |  |  |       |       |       |
|  | 8           | Spójnia Stargard Szczeciński | 1           |                    |   |          |                        |          |  |  |       |       |       |
|  | 8           | Spójnia Stargard Szczeciński | 1           |                    |   | 1        | Sokołów Znicz Jarosław | 3        |  |  |       |       |       |
|  |             |                              |             |                    |   | 1        | Sokołów Znicz Jarosław | 3        |  |  |       |       |       |
|  |             |                              | 5           | CKS Czeladź        | 0 |          |                        |          |  |  |       |       |       |
|  | 4           | MTS Basket Kwidzyn           | 5           | CKS Czeladź        | 0 | 3        |                        |          |  |  |       |       |       |
|  | 4           | MTS Basket Kwidzyn           |             |                    |   |          |                        |          |  |  |       |       |       |
|  | 5           | CKS Czeladź                  | 1           |                    |   |          |                        |          |  |  |       |       |       |
|  | 5           | CKS Czeladź                  | 1           |                    |   | 1        | Sokołów Znicz Jarosław | 1        |  |  |       |       |       |
|  |             |                              |             |                    |   |          |                        |          |  |  |       |       |       |
|  |             |                              | 6           | Kager Gdynia       | 0 |          |                        |          |  |  |       |       |       |
|  | 2           | PTG Sokół Łańcut             | 6           | Kager Gdynia       | 0 | 1        |                        |          |  |  |       |       |       |
|  | 2           | PTG Sokół Łańcut             |             |                    |   |          |                        |          |  |  |       |       |       |
|  | 7           | Kager Gdynia                 | 3           |                    |   |          |                        |          |  |  |       |       |       |
|  | 7           | Kager Gdynia                 | 3           |                    |   | 7        | Kager Gdynia           | 3        |  |  |       |       |       |
|  |             |                              |             |                    |   | 7        | Kager Gdynia           | 3        |  |  |       |       |       |
|  |             |                              | 6           | Grono Zielona Góra | 2 |          |                        |          |  |  |       |       |       |
|  | 3           | Stal Stalowa Wola            | 6           | Grono Zielona Góra | 2 | 2        |                        |          |  |  |       |       |       |
|  | 3           | Stal Stalowa Wola            |             |                    |   |          |                        |          |  |  |       |       |       |
|  | 6           | Grono Zielona Góra           | 3           |                    |   |          |                        |          |  |  |       |       |       |
|  | 6           | Grono Zielona Góra           | 3           |                    |   |          |                        |          |  |  |       |       |       |

### Ćwierćfinały
| 20 marca 2006 18:00 | Raport | Sokołów Znicz Jarosław 100 – 67 Spójnia Stargard Szczeciński | Sokołów Znicz Jarosław 100 – 67 Spójnia Stargard Szczeciński | Sokołów Znicz Jarosław 100 – 67 Spójnia Stargard Szczeciński |  | Jarosław Sędziowie: Marcin Animucki, Marcin Bieńkowski, Andrzej Bartocha |
| 20 marca 2006 18:00 | Raport | Rezultaty w kwartach: 31–16, 20–20, 28–18, 21–13             |                                                              |                                                              |  | Jarosław Sędziowie: Marcin Animucki, Marcin Bieńkowski, Andrzej Bartocha |
| 20 marca 2006 18:00 | Raport | Pkt: Kowałenko 18 Zb: trzech zawodników po 5 As: Kordas 7    |                                                              | Pkt: Soczewski 14 Zb: Mazur 5 As: Piechucki 3                |  | Jarosław Sędziowie: Marcin Animucki, Marcin Bieńkowski, Andrzej Bartocha |

| 21 marca 2006 18:00 | Raport | Sokołów Znicz Jarosław 90 – 55 Spójnia Stargard Szczeciński | Sokołów Znicz Jarosław 90 – 55 Spójnia Stargard Szczeciński | Sokołów Znicz Jarosław 90 – 55 Spójnia Stargard Szczeciński |  | Jarosław Sędziowie: Roman Putyra, Sławomir Moszakowski, Jacek Rzeszotarski |
| 21 marca 2006 18:00 | Raport | Rezultaty w kwartach: 27–18, 23–15, 23–10, 17–12            |                                                             |                                                             |  | Jarosław Sędziowie: Roman Putyra, Sławomir Moszakowski, Jacek Rzeszotarski |
| 21 marca 2006 18:00 | Raport | Pkt: Sikora 19 Zb: Majewski 8 As: Sikora 8                  |                                                             | Pkt: Soczewski 17 Zb: Soczewski 9 As: Pacocha 5             |  | Jarosław Sędziowie: Roman Putyra, Sławomir Moszakowski, Jacek Rzeszotarski |

| 25 marca 2006 17:00 | Raport | Spójnia Stargard Szczeciński 96 – 85 Sokołów Znicz Jarosław | Spójnia Stargard Szczeciński 96 – 85 Sokołów Znicz Jarosław | Spójnia Stargard Szczeciński 96 – 85 Sokołów Znicz Jarosław   |  | Stargard Szczeciński Sędziowie: Robert Zieliński, Adrian Lis, Andrzej Walczak |
| 25 marca 2006 17:00 | Raport | Rezultaty w kwartach: 12–27, 33–22, 23–21, 28–15            |                                                             |                                                               |  | Stargard Szczeciński Sędziowie: Robert Zieliński, Adrian Lis, Andrzej Walczak |
| 25 marca 2006 17:00 | Raport | Pkt: Baszak 26 Zb: Leończyk 8 As: Nizioł 5                  |                                                             | Pkt: Łuszczewski, Sikora po 19 Zb: Łuszczewski 5 As: Sikora 5 |  | Stargard Szczeciński Sędziowie: Robert Zieliński, Adrian Lis, Andrzej Walczak |

| 26 marca 2006 17:00 | Raport | Spójnia Stargard Szczeciński 68 – 72 Sokołów Znicz Jarosław | Spójnia Stargard Szczeciński 68 – 72 Sokołów Znicz Jarosław | Spójnia Stargard Szczeciński 68 – 72 Sokołów Znicz Jarosław |  | Stargard Szczeciński Sędziowie: Adam Krasucki, Janusz Kiełbiński, Krzysztof Puchałka |
| 26 marca 2006 17:00 | Raport | Rezultaty w kwartach: 9–19, 18–28, 24–15, 17–10             |                                                             |                                                             |  | Stargard Szczeciński Sędziowie: Adam Krasucki, Janusz Kiełbiński, Krzysztof Puchałka |
| 26 marca 2006 17:00 | Raport | Pkt: Pacocha, Soczewski po 15 Zb: Soczewski 8 As: Pacocha 6 |                                                             | Pkt: Łuszczewski 21 Zb: Łuszczewski 13 As: Kordas 4         |  | Stargard Szczeciński Sędziowie: Adam Krasucki, Janusz Kiełbiński, Krzysztof Puchałka |
| 26 marca 2006 17:00 | Raport | Sokołów Znicz Jarosław wygrywa serię 3–1                    |                                                             |                                                             |  | Stargard Szczeciński Sędziowie: Adam Krasucki, Janusz Kiełbiński, Krzysztof Puchałka |

| 18 marca 2006 18:00 | Raport | CKS Czeladź 84 – 86 MTS Basket Kwidzyn          | CKS Czeladź 84 – 86 MTS Basket Kwidzyn | CKS Czeladź 84 – 86 MTS Basket Kwidzyn              |  | Czeladź Sędziowie: Artur Fiedler, Roman Kuczyński, Sławomir Komiński |
| 18 marca 2006 18:00 | Raport | Rezultaty w kwartach: 33–22, 9–24, 14–23, 28–17 |                                        |                                                     |  | Czeladź Sędziowie: Artur Fiedler, Roman Kuczyński, Sławomir Komiński |
| 18 marca 2006 18:00 | Raport | Pkt: Kobiela 23 Zb: Kobiela 8 As: Mordzak 6     |                                        | Pkt: Potulski 19 Zb: Wojdyła 7 As: Stanisław Prus 4 |  | Czeladź Sędziowie: Artur Fiedler, Roman Kuczyński, Sławomir Komiński |

| 19 marca 2006 18:00 | Raport | CKS Czeladź 90 – 80 MTS Basket Kwidzyn           | CKS Czeladź 90 – 80 MTS Basket Kwidzyn | CKS Czeladź 90 – 80 MTS Basket Kwidzyn                |  | Czeladź Sędziowie: Dariusz Zapolski, Janusz Kiełbiński, Paweł Białas |
| 19 marca 2006 18:00 | Raport | Rezultaty w kwartach: 24–19, 30–18, 13–21, 23–22 |                                        |                                                       |  | Czeladź Sędziowie: Dariusz Zapolski, Janusz Kiełbiński, Paweł Białas |
| 19 marca 2006 18:00 | Raport | Pkt: Mordzak 33 Zb: Kobiela 15 As: B. Diduszko 5 |                                        | Pkt: Biela 19 Zb: Basiński, Biela po 4 As: Basiński 7 |  | Czeladź Sędziowie: Dariusz Zapolski, Janusz Kiełbiński, Paweł Białas |

| 25 marca 2006 18:00 | Raport | MTS Basket Kwidzyn 79 – 80 CKS Czeladź           | MTS Basket Kwidzyn 79 – 80 CKS Czeladź | MTS Basket Kwidzyn 79 – 80 CKS Czeladź          |  | Kwidzyn Sędziowie: Piotr Pastusiak, Karina Kamińska, Jacek Litawa |
| 25 marca 2006 18:00 | Raport | Rezultaty w kwartach: 20–20, 19–23, 23–17, 17–20 |                                        |                                                 |  | Kwidzyn Sędziowie: Piotr Pastusiak, Karina Kamińska, Jacek Litawa |
| 25 marca 2006 18:00 | Raport | Pkt: Potulski 21 Zb: Lisewski 10 As: Potulski 6  |                                        | Pkt: Mordzak 19 Zb: B. Diduszko 7 As: Mordzak 6 |  | Kwidzyn Sędziowie: Piotr Pastusiak, Karina Kamińska, Jacek Litawa |

| 26 marca 2006 18:00 | Raport | MTS Basket Kwidzyn 70 – 74 CKS Czeladź                           | MTS Basket Kwidzyn 70 – 74 CKS Czeladź | MTS Basket Kwidzyn 70 – 74 CKS Czeladź         |  | Kwidzyn Sędziowie: Roman Putyra, Marek Bąba, Marek Borowy |
| 26 marca 2006 18:00 | Raport | Rezultaty w kwartach: 16–15, 24–20, 19–16, 11–23                 |                                        |                                                |  | Kwidzyn Sędziowie: Roman Putyra, Marek Bąba, Marek Borowy |
| 26 marca 2006 18:00 | Raport | Pkt: Puncewicz 19 Zb: Andrzejewski, Lisewski po 8 As: Potulski 5 |                                        | Pkt: Mordzak 24 Zb: Kowalczyk 13 As: Mordzak 6 |  | Kwidzyn Sędziowie: Roman Putyra, Marek Bąba, Marek Borowy |
| 26 marca 2006 18:00 | Raport | CKS Czeladź wygrywa serię 3–1                                    |                                        |                                                |  | Kwidzyn Sędziowie: Roman Putyra, Marek Bąba, Marek Borowy |

| 18 marca 2006 19:00 | Raport | PTG Sokół Łańcut 78 – 65 Kager Gdynia            | PTG Sokół Łańcut 78 – 65 Kager Gdynia | PTG Sokół Łańcut 78 – 65 Kager Gdynia                 |  | Łańcut Sędziowie: Marek Mojka, Grzegorz Łata, Mariusz Godek |
| 18 marca 2006 19:00 | Raport | Rezultaty w kwartach: 24–18, 19–17, 16–11, 19–19 |                                       |                                                       |  | Łańcut Sędziowie: Marek Mojka, Grzegorz Łata, Mariusz Godek |
| 18 marca 2006 19:00 | Raport | Pkt: Koszuta 18 Zb: Rusin 11 As: Baran 6         |                                       | Pkt: Briegmann 17 Zb: Briegmann 6 As: K. Kalinowski 4 |  | Łańcut Sędziowie: Marek Mojka, Grzegorz Łata, Mariusz Godek |

| 19 marca 2006 16:30 | Raport | PTG Sokół Łańcut 56 – 72 Kager Gdynia            | PTG Sokół Łańcut 56 – 72 Kager Gdynia | PTG Sokół Łańcut 56 – 72 Kager Gdynia                             |  | Łańcut Sędziowie: Artur Fiedler, Roman Kuczyński, Sławomir Komiński |
| 19 marca 2006 16:30 | Raport | Rezultaty w kwartach: 10–19, 10–11, 16–23, 20–19 |                                       |                                                                   |  | Łańcut Sędziowie: Artur Fiedler, Roman Kuczyński, Sławomir Komiński |
| 19 marca 2006 16:30 | Raport | Pkt: Rusin 13 Zb: Klima 11 As: Baran 6           |                                       | Pkt: Briegmann 23 Zb: Briegmann 13 As: Gliszczyński, Malczyk po 4 |  | Łańcut Sędziowie: Artur Fiedler, Roman Kuczyński, Sławomir Komiński |

| 25 marca 2006 18:00 | Raport | Kager Gdynia 91 – 69 PTG Sokół Łańcut            | Kager Gdynia 91 – 69 PTG Sokół Łańcut | Kager Gdynia 91 – 69 PTG Sokół Łańcut |  | Gdynia Sędziowie: Marek Borowy, Marek Bąba, Roman Putyra |
| 25 marca 2006 18:00 | Raport | Rezultaty w kwartach: 13–18, 28–17, 27–24, 23–10 |                                       |                                       |  | Gdynia Sędziowie: Marek Borowy, Marek Bąba, Roman Putyra |
| 25 marca 2006 18:00 | Raport | Pkt: Karaś 22 Zb: Małecki 8 As: Malczyk 7        |                                       | Pkt: Rusin 18 Zb: Rusin 8 As: Krupa 5 |  | Gdynia Sędziowie: Marek Borowy, Marek Bąba, Roman Putyra |

| 26 marca 2006 18:00 | Raport | Kager Gdynia 78 – 66 PTG Sokół Łańcut                           | Kager Gdynia 78 – 66 PTG Sokół Łańcut | Kager Gdynia 78 – 66 PTG Sokół Łańcut           |  | Gdynia Sędziowie: Piotr Pastusiak, Karina Kamińska, Jacek Litawa |
| 26 marca 2006 18:00 | Raport | Rezultaty w kwartach: 16–20, 17–16, 22–7, 23–23                 |                                       |                                                 |  | Gdynia Sędziowie: Piotr Pastusiak, Karina Kamińska, Jacek Litawa |
| 26 marca 2006 18:00 | Raport | Pkt: Molenda 23 Zb: Briegmann, Malczyk po 7 As: K. Kalinowski 5 |                                       | Pkt: Krupa 22 Zb: Klima, Rusin po 6 As: Krupa 4 |  | Gdynia Sędziowie: Piotr Pastusiak, Karina Kamińska, Jacek Litawa |
| 26 marca 2006 18:00 | Raport | Kager Gdynia wygrywa serię 3–1                                  |                                       |                                                 |  | Gdynia Sędziowie: Piotr Pastusiak, Karina Kamińska, Jacek Litawa |

| 21 marca 2006 18:00 | Raport | Stal Stalowa Wola 72 – 61 Grono Zielona Góra              | Stal Stalowa Wola 72 – 61 Grono Zielona Góra | Stal Stalowa Wola 72 – 61 Grono Zielona Góra |  | Stalowa Wola Sędziowie: Marcin Animucki, Marcin Bieńkowski, Andrzej Bartocha |
| 21 marca 2006 18:00 | Raport | Rezultaty w kwartach: 19–15, 11–14, 24–18, 18–14          |                                              |                                              |  | Stalowa Wola Sędziowie: Marcin Animucki, Marcin Bieńkowski, Andrzej Bartocha |
| 21 marca 2006 18:00 | Raport | Pkt: Malcherczyk 20 Zb: Grocki 8 As: Prawica, Pydych po 3 |                                              | Pkt: Nikiel 14 Zb: Nikiel 6 As: Olszewski 5  |  | Stalowa Wola Sędziowie: Marcin Animucki, Marcin Bieńkowski, Andrzej Bartocha |

| 22 marca 2006 18:00 | Raport | Stal Stalowa Wola 73 – 86 Grono Zielona Góra     | Stal Stalowa Wola 73 – 86 Grono Zielona Góra | Stal Stalowa Wola 73 – 86 Grono Zielona Góra         |  | Stalowa Wola Sędziowie: Roman Putyra, Sławomir Moszakowski, Jacek Rzeszotarski |
| 22 marca 2006 18:00 | Raport | Rezultaty w kwartach: 18–29, 17–19, 16–22, 22–16 |                                              |                                                      |  | Stalowa Wola Sędziowie: Roman Putyra, Sławomir Moszakowski, Jacek Rzeszotarski |
| 22 marca 2006 18:00 | Raport | Pkt: Pydych 21 Zb: Pydych 7 As: Pydych 3         |                                              | Pkt: Kalinowski 20 Zb: Kalinowski 6 As: Kalinowski 8 |  | Stalowa Wola Sędziowie: Roman Putyra, Sławomir Moszakowski, Jacek Rzeszotarski |

| 25 marca 2006 16:00 | Raport | Grono Zielona Góra 59 – 58 Stal Stalowa Wola       | Grono Zielona Góra 59 – 58 Stal Stalowa Wola | Grono Zielona Góra 59 – 58 Stal Stalowa Wola |  | Zielona Góra Sędziowie: Adam Krasucki, Janusz Kiełbiński, Krzysztof Puchałka |
| 25 marca 2006 16:00 | Raport | Rezultaty w kwartach: 19–18, 18–13, 11–17, 11–10   |                                              |                                              |  | Zielona Góra Sędziowie: Adam Krasucki, Janusz Kiełbiński, Krzysztof Puchałka |
| 25 marca 2006 16:00 | Raport | Pkt: Kalinowski 12 Zb: Olejnik 10 As: Kalinowski 7 |                                              | Pkt: Prawica 18 Zb: Pydych 7 As: Pydych 4    |  | Zielona Góra Sędziowie: Adam Krasucki, Janusz Kiełbiński, Krzysztof Puchałka |

| 26 marca 2006 16:00 | Raport | Grono Zielona Góra 52 – 62 Stal Stalowa Wola      | Grono Zielona Góra 52 – 62 Stal Stalowa Wola | Grono Zielona Góra 52 – 62 Stal Stalowa Wola  |  | Zielona Góra Sędziowie: Robert Zieliński, Adrian Lis, Andrzej Walczak |
| 26 marca 2006 16:00 | Raport | Rezultaty w kwartach: 16–21, 12–11, 11–14, 13–16  |                                              |                                               |  | Zielona Góra Sędziowie: Robert Zieliński, Adrian Lis, Andrzej Walczak |
| 26 marca 2006 16:00 | Raport | Pkt: Taberski 12 Zb: Taberski 10 As: Kalinowski 2 |                                              | Pkt: Malcherczyk 27 Zb: Prawica 8 As: Grzyb 4 |  | Zielona Góra Sędziowie: Robert Zieliński, Adrian Lis, Andrzej Walczak |

| 29 marca 2006 18:00 | Raport | Stal Stalowa Wola 69 – 80 Grono Zielona Góra     | Stal Stalowa Wola 69 – 80 Grono Zielona Góra | Stal Stalowa Wola 69 – 80 Grono Zielona Góra             |  | Stalowa Wola Sędziowie: Andrzej Zalewski, Sławomir Komiński, Marcin Koralewski |
| 29 marca 2006 18:00 | Raport | Rezultaty w kwartach: 15–26, 18–18, 20–18, 16–18 |                                              |                                                          |  | Stalowa Wola Sędziowie: Andrzej Zalewski, Sławomir Komiński, Marcin Koralewski |
| 29 marca 2006 18:00 | Raport | Pkt: Prawica 20 Zb: Prawica 9 As: Malcherczyk 5  |                                              | Pkt: J. Kalinowski 22 Zb: Taberski 7 As: J. Kalinowski 7 |  | Stalowa Wola Sędziowie: Andrzej Zalewski, Sławomir Komiński, Marcin Koralewski |
| 29 marca 2006 18:00 | Raport | Stal Stalowa Wola wygrywa serię 3–2              |                                              |                                                          |  | Stalowa Wola Sędziowie: Andrzej Zalewski, Sławomir Komiński, Marcin Koralewski |

### Półfinały
| 1 kwietnia 2006 17:30 | Raport | Sokołów Znicz Jarosław 74 – 59 CKS Czeladź              | Sokołów Znicz Jarosław 74 – 59 CKS Czeladź | Sokołów Znicz Jarosław 74 – 59 CKS Czeladź                   |  | Jarosław Sędziowie: Wacław Woźniewski, Robert Aleksandrowicz, Grzegorz Łata |
| 1 kwietnia 2006 17:30 | Raport | Rezultaty w kwartach: 17–15, 17–16, 22–15, 18–13        |                                            |                                                              |  | Jarosław Sędziowie: Wacław Woźniewski, Robert Aleksandrowicz, Grzegorz Łata |
| 1 kwietnia 2006 17:30 | Raport | Pkt: Kowałenko 18 Zb: Łuszczewski 9 As: Michał Sikora 6 |                                            | Pkt: Kowalczyk 15 Zb: Kowalczyk 6 As: Morawiec, Mordzak po 4 |  | Jarosław Sędziowie: Wacław Woźniewski, Robert Aleksandrowicz, Grzegorz Łata |

| 2 kwietnia 2006 17:00 | Raport | Sokołów Znicz Jarosław 80 – 72 CKS Czeladź      | Sokołów Znicz Jarosław 80 – 72 CKS Czeladź | Sokołów Znicz Jarosław 80 – 72 CKS Czeladź          |  | Jarosław Sędziowie: Marek Ćmikiewicz, Zdzisław Wojciechowski, Maciej Kucharski |
| 2 kwietnia 2006 17:00 | Raport | Rezultaty w kwartach: 22–13, 9–36, 24–10, 25–13 |                                            |                                                     |  | Jarosław Sędziowie: Marek Ćmikiewicz, Zdzisław Wojciechowski, Maciej Kucharski |
| 2 kwietnia 2006 17:00 | Raport | Pkt: Kordas 26 Zb: Majewski 10 As: Kordas 6     |                                            | Pkt: Mordzak 26 Zb: Nowak 7 As: Mordzak, Nowak po 4 |  | Jarosław Sędziowie: Marek Ćmikiewicz, Zdzisław Wojciechowski, Maciej Kucharski |

| 8 kwietnia 2006 18:00 | Raport | CKS Czeladź 79 – 96 Sokołów Znicz Jarosław                                                | CKS Czeladź 79 – 96 Sokołów Znicz Jarosław | CKS Czeladź 79 – 96 Sokołów Znicz Jarosław    |  | Czeladź Sędziowie: Marcin Animucki, Roman Putyra, Marek Januszonek |
| 8 kwietnia 2006 18:00 | Raport | Rezultaty w kwartach: 21–25, 18–18, 16–21, 24–32                                          |                                            |                                               |  | Czeladź Sędziowie: Marcin Animucki, Roman Putyra, Marek Januszonek |
| 8 kwietnia 2006 18:00 | Raport | Pkt: Kobiela, Mordzak po 18 Zb: B. Diduszko 6 As: Morawiec 3                              |                                            | Pkt: Kordas 25 Zb: Kowałenko 14 As: Kordas 12 |  | Czeladź Sędziowie: Marcin Animucki, Roman Putyra, Marek Januszonek |
| 8 kwietnia 2006 18:00 | Raport | Sokołów Znicz Jarosław wygrywa serię 3–0 i awansuje do Polskiej Ligi Koszykówki 2006/2007 |                                            |                                               |  | Czeladź Sędziowie: Marcin Animucki, Roman Putyra, Marek Januszonek |

| 1 kwietnia 2006 20:00 | Raport | Grono Zielona Góra 68 – 77 Kager Gdynia          | Grono Zielona Góra 68 – 77 Kager Gdynia | Grono Zielona Góra 68 – 77 Kager Gdynia                                   |  | Zielona Góra Sędziowie: Tomasz Trawicki, Maciej Kotulski, Mariusz Adameczek |
| 1 kwietnia 2006 20:00 | Raport | Rezultaty w kwartach: 17–22, 11–10, 23–21, 17–24 |                                         |                                                                           |  | Zielona Góra Sędziowie: Tomasz Trawicki, Maciej Kotulski, Mariusz Adameczek |
| 1 kwietnia 2006 20:00 | Raport | Pkt: Taberski 18 Zb: Olejnik 10 As: Buczyniak 4  |                                         | Pkt: Briegmann, Malczyk po 18 Zb: Malczyk 8 As: K. Kalinowski, Karaś po 3 |  | Zielona Góra Sędziowie: Tomasz Trawicki, Maciej Kotulski, Mariusz Adameczek |

| 2 kwietnia 2006 17:00 | Raport | Grono Zielona Góra 66 – 55 Kager Gdynia                | Grono Zielona Góra 66 – 55 Kager Gdynia | Grono Zielona Góra 66 – 55 Kager Gdynia                     |  | Zielona Góra Sędziowie: Marek Maliszewski, Marcin Bieńkowski, Marek Mojka |
| 2 kwietnia 2006 17:00 | Raport | Rezultaty w kwartach: 18–20, 11–13, 21–11, 16–11       |                                         |                                                             |  | Zielona Góra Sędziowie: Marek Maliszewski, Marcin Bieńkowski, Marek Mojka |
| 2 kwietnia 2006 17:00 | Raport | Pkt: Taberski 18 Zb: Chodkiewicz 9 As: J. Kalinowski 5 |                                         | Pkt: Karaś, Malczyk po 14 Zb: Malczyk 9 As: K. Kalinowski 6 |  | Zielona Góra Sędziowie: Marek Maliszewski, Marcin Bieńkowski, Marek Mojka |

| 11 kwietnia 2006 19:00 | Raport | Kager Gdynia 73 – 58 Grono Zielona Góra         | Kager Gdynia 73 – 58 Grono Zielona Góra | Kager Gdynia 73 – 58 Grono Zielona Góra                   |  | Gdynia Sędziowie: Andrzej Zalewski, Marcin Koralewski, Sławomir Komiński |
| 11 kwietnia 2006 19:00 | Raport | Rezultaty w kwartach: 14–23, 18–16, 20–11, 21–8 |                                         |                                                           |  | Gdynia Sędziowie: Andrzej Zalewski, Marcin Koralewski, Sławomir Komiński |
| 11 kwietnia 2006 19:00 | Raport | Pkt: Briegmann 21 Zb: Briegmann 7 As: Syldatk 3 |                                         | Pkt: Taberski 15 Zb: J. Kalinowski 10 As: J. Kalinowski 7 |  | Gdynia Sędziowie: Andrzej Zalewski, Marcin Koralewski, Sławomir Komiński |

| 12 kwietnia 2006 19:00 | Raport | Kager Gdynia 78 – 91 Grono Zielona Góra                       | Kager Gdynia 78 – 91 Grono Zielona Góra | Kager Gdynia 78 – 91 Grono Zielona Góra                               |  | Gdynia Sędziowie: Artur Fiedler, Roman Kuczyński, Jarosław Żabko |
| 12 kwietnia 2006 19:00 | Raport | Rezultaty w kwartach: 17–17, 25–19, 16–17, 20–38              |                                         |                                                                       |  | Gdynia Sędziowie: Artur Fiedler, Roman Kuczyński, Jarosław Żabko |
| 12 kwietnia 2006 19:00 | Raport | Pkt: Malczyk 21 Zb: Małecki 7 As: K. Kalinowski, Molenda po 3 |                                         | Pkt: Chodkiewicz, Olejnik po 20 Zb: Chodkiewicz 9 As: J. Kalinowski 6 |  | Gdynia Sędziowie: Artur Fiedler, Roman Kuczyński, Jarosław Żabko |

| 19 kwietnia 2006 18:00 | Raport | Grono Zielona Góra 43 – 60 Kager Gdynia                                         | Grono Zielona Góra 43 – 60 Kager Gdynia | Grono Zielona Góra 43 – 60 Kager Gdynia   |  | Zielona Góra Sędziowie: Dariusz Włodkowski, Dariusz Kowalczyk, Marek Januszonek |
| 19 kwietnia 2006 18:00 | Raport | Rezultaty w kwartach: 4–8, 6–18, 17–12, 16–22                                   |                                         |                                           |  | Zielona Góra Sędziowie: Dariusz Włodkowski, Dariusz Kowalczyk, Marek Januszonek |
| 19 kwietnia 2006 18:00 | Raport | Pkt: Chodkiewicz 17 Zb: Chodkiewicz, Olejnik po 9 As: J. Kalinowski 3           |                                         | Pkt: Malczyk 16 Zb: Malczyk 9 As: Karaś 3 |  | Zielona Góra Sędziowie: Dariusz Włodkowski, Dariusz Kowalczyk, Marek Januszonek |
| 19 kwietnia 2006 18:00 | Raport | Kager Gdynia wygrywa serię 3–2 i awansuje do Polskiej Ligi Koszykówki 2006/2007 |                                         |                                           |  | Zielona Góra Sędziowie: Dariusz Włodkowski, Dariusz Kowalczyk, Marek Januszonek |

### Finał
| 22 kwietnia 2006 20:30 | Raport | Kager Gdynia 94 – 94 Sokołów Znicz Jarosław      | Kager Gdynia 94 – 94 Sokołów Znicz Jarosław | Kager Gdynia 94 – 94 Sokołów Znicz Jarosław                  |  | Gdynia Sędziowie: Dariusz Zapolski, Damian Ottenburger, Piotr Kustosz |
| 22 kwietnia 2006 20:30 | Raport | Rezultaty w kwartach: 23–17, 18–22, 27–26, 26–29 |                                             |                                                              |  | Gdynia Sędziowie: Dariusz Zapolski, Damian Ottenburger, Piotr Kustosz |
| 22 kwietnia 2006 20:30 | Raport | Pkt: Karaś 25 Zb: Małecki 10 As: K. Kalinowski 6 |                                             | Pkt: Briegmann, Malczyk po 18 Zb: Łuszczewski 9 As: Sikora 5 |  | Gdynia Sędziowie: Dariusz Zapolski, Damian Ottenburger, Piotr Kustosz |

| 26 kwietnia 2006 18:00 | Raport | Sokołów Znicz Jarosław 93 – 75 Kager Gdynia                      | Sokołów Znicz Jarosław 93 – 75 Kager Gdynia | Sokołów Znicz Jarosław 93 – 75 Kager Gdynia   |  | Jarosław Sędziowie: Robert Aleksandrowicz, Grzegorz Łata, Karol Nowak |
| 26 kwietnia 2006 18:00 | Raport | Rezultaty w kwartach: 29–15, 16–22, 24–20, 24–18                 |                                             |                                               |  | Jarosław Sędziowie: Robert Aleksandrowicz, Grzegorz Łata, Karol Nowak |
| 26 kwietnia 2006 18:00 | Raport | Pkt: Majewski 19 Zb: Łuszczewski 9 As: Kordas 7                  |                                             | Pkt: Małecki 22 Zb: Briegmann 6 As: Syldatk 4 |  | Jarosław Sędziowie: Robert Aleksandrowicz, Grzegorz Łata, Karol Nowak |
| 26 kwietnia 2006 18:00 | Raport | Sokołów Znicz Jarosław wygrywa dwumecz i zostaje mistrzem I ligi |                                             |                                               |  | Jarosław Sędziowie: Robert Aleksandrowicz, Grzegorz Łata, Karol Nowak |

## Klasyfikacja końcowa
| Lp. | Klub                         |
| --- | ---------------------------- |
|     | Sokołów Znicz Jarosław       |
|     | Kager Gdynia                 |
|     | Grono Zielona Góra           |
| 4.  | CKS Czeladź                  |
| 5.  | MTS Basket Kwidzyn           |
| 6.  | PTG Sokół Łańcut             |
| 7.  | Stal Stalowa Wola            |
| 8.  | Spójnia Stargard Szczeciński |
| 9.  | Legion Legionowo             |
| 10. | Górnik Victoria Wałbrzych    |
| 11. | Znicz Basket Pruszków        |
| 12. | Sportowiec Częstochowa       |
| 13. | PBG Basket Poznań            |
| 14. | Siarka Jezioro Tarnobrzeg    |
| 15. | AZS Politechnika Radomska    |
| 16. | KS AZS AWF Katowice          |